# Cotamba fumifera
Cotamba fumifera är en tvåvingeart som beskrevs av Walker 1861. Cotamba fumifera ingår i släktet Cotamba och familjen tångflugor. Inga underarter finns listade i Catalogue of Life.